# Per Fleming
Per Fleming, död 1519 eller 1520, var en svensk häradshövding.

## Biografi
Per Fleming var son till Herman Fleming och Elin Filipusdotter. Han var från 1515 till 1519 häradshövding i Masko härad. Fleming avled 1519 eller 1520 då Ivar Fleming utnämndes till häradshövding i Masko härad.

### Egendom
Fleming ägde Villnäs.

### Familj
Fleming var gift med Elin Lydeke, dotter till Hans Lydeke och Kerstin Henriksdotter Finkenberg. De fick tillsammans barnen Carin Fleming som var gift med slottsfogden Erik Olofsson Stålarm, Malin Fleming som var gift med Sten Henriksson Finne, Kerstin Fleming (död 1573) som var gift med ståthållaren Henrik Simonsson på Åbo slott och fältöversten Herman Fleming (död 1583).